# Dhamtari (huyện)
Huyện Dhamtari là một huyện thuộc bang Chhattisgarh, Ấn Độ. Thủ phủ huyện Dhamtari đóng ở Dhamtari. Huyện Dhamtari có diện tích 3383 ki lô mét vuông. Đến thời điểm năm 2001, huyện Dhamtari có dân số 703569 người.